# Helena Fibingerová
Helena Fibingerová, češka atletinja, * 13. julij 1948, Víceměřice, Češkoslovaška.
Nastopila je na poletnih olimpijskih igrah v letih 1972 in 1976, ko je osvojila bronasto medaljo v suvanju krogle, leta 1972 pa sedmo mesto. Na svetovnih prvenstvih je osvojila naslov prvakinje leta 1983, na evropskih prvenstvih dve srebrni in bronasto medaljo, na evropskih dvoranskih prvenstvih pa osem zlatih in tri srebrne medalje. Dvakrat je postavila svetovni rekord v suvanju krogle, ki ga je držala med letoma 1976 in 1980.